# Schwanden - Sigriswil
Schwanden - Sigriswil est une petite station de ski bernoise située sur le territoire de la commune de Sigriswil dans l'Oberland bernois en Suisse. 

## Domaine skiable
Le petit domaine skiable, peu fréquenté, est constitué des deux sous-domaines reliés entre eux de Schwanden et Sigriswil, chacun desservi par un propre téléski. Un court téléski pour débutants complète l'offre, à Schwanden. 
Les pistes, situées à relativement faible altitude, sont orientées plein soleil. Cela implique un manteau neigeux particulièrement sensible, et une saison relativement courte pour la région. Les pistes sont aménagées sur un terrain de montagne au relief doux, sur une sous-couche herbeuse. Les pistes sont relativement étroites, sur un terrain au relief relativement marqué. Une belle vue dégagée est permise depuis le domaine, sur le lac et les montagnes environnantes.
La station fait partie de l'offre forfaitaire Voralpen Charme, commune à d'autres petites stations situées dans la région du lac de Thoune.
Le ski de fond est praticable en nocturne les lundis, mercredis et vendredis de 18h à 21h sur une portion éclairée de 1,5 km.
Un chemin de randonnée hivernale de 9 km complète l'offre touristique.